# Domènec Trastoy Diaz
Domi Trastoy Diaz (San Julián de Loria, 26 de enero de 1981) es un alpinista andorrano que ya completó cinco de las siete cimas más altas de cada continente. El 22 de mayo de 2013 completó la ascensión en Nepal a la cumbre del Everest, la cima más alta de Asia.

## Historia
Domènec (Domi) nació en San Julián de Loria el 26 de enero de 1981. La afición por la montaña fue gradual y a la edad de 29 años empezó a enfocarse más concretamente al alpinismo, ascendiendo al Mont Blanc (4.810 m). El año siguiente, en 2010, en enero ascendió al Aconcagua (6.962 m), en abril al Elbrus (5.642 m) y en julio al Monte Cervino (4.478 m). En febrero del 2011, Domi viajó a África y coronó el monte Toubkal (4.167 m), la cima más alta de Marruecos y de África del Norte. Ese mismo año se marchó a Katmandú participando en una expedición para subir al Everest por la ruta de la cara norte. Fracasó en su objetivo por una tormenta de nieve a 8.000 m. En 2012, en enero coronó el Kilimanjaro (5.891 m), en mayo el monte Denali (6.194 m) y volvió al Mont Blanc por la ruta de los 4.000.
En 2013, Domi organizó una expedición gracias al patrocinio de Crèdit Andorrà, Naturlandia, Andorra Telecom y Hotel Os de Civis para intentar de nuevo subir al Everest, esta vez por su cara sur.
El 22 de mayo de 2013 Domi holló la cima del Everest bajo unas condiciones nada favorables convirtiéndose en el primer andorrano en conseguir alcanzar la cima más alta del planeta.
Después de un año de descanso en lo que a alpinismo se refiere, en 2015 Domi participó en una expedición al Makalu, la quinta cima más alta del mundo junto a otros alpinistas reconocidos como Ferran Latorre, Eva Zarzuelo y la corredora de Skyrunning Núria Picas i Albets. Durante la expedición, les sorprendió un terremoto que asoló parte de la ciudad de Kathmandú y que provocó que cancelaran la ascensión y regresaran a Europa.
En 2016, Domi preparó una nueva ascensión al K2, la segunda cima más alta del mundo en estilo alpino y sin la ayuda de sherpas como en el año anterior, más fiel a su estilo ligero y rápido. Cuando se hallaban en el proceso de aclimatación, en el campo 2 y preparados para subir al campo 3 al día siguiente, un alud barrió el campo 3, llevándose consigo todas las tiendas y pertenencias que habían porteado para su ataque a cima. Por suerte, en ese momento no había ningún alpinista en ese campo y el alud no provocó pérdidas humanas. Sin embargo, sin material para montar un nuevo campo 3, Domi tuvo que cancelar su ascensión y regresar a Andorra.
En 2017, volvieron al Makalu tanto Domi como Núria Picas i Albets para realizar un nuevo intento. Tras únicamente 12 días de expedición y en un ataque extremadamente veloz, consiguió hollar la cima norta del Makalu y regresar a Andorra.
El 13 de mayo de 2018, en una expedición en solitario sin oxígeno suplementario ni sherpas consiguió coronar la sexta cumbre más alta del mundo, el Cho Oyu con 8201m.
El 25 de septiembre de 2019, tan solo 15 días después de empezar la expedición, coronó el monte Manaslu junto a otro andorrano Jordi Cornella dos días antes de que coronara el mismo monte otra andorrana, Stefi Troguet.

## Proyecto 7 Cimas
1. Europa - Elbrus (5.642m) - Cima el 20/04/2010
2. África - Kilimanjaro (5.891m) - Cima el 25/01/2012
3. América del Norte - Denali (6.194m) - Cima el 26/05/2012
4. América del Sur - Aconcagua (6.962m) - Cima el 21/01/2010
5. Asia - Everest (8.848m) - Cima el 22/05/2013
6. Oceanía - Jaya - Pendiente
7. Antártida - Vinson - Pendiente

## Expediciones
1. Everest cara norte - 2011 - Fallida a 8300m por mala meteorología
2. Everest cara sur - 2013 - Éxito - Primer andorrano en hollar el Everest
3. Makalu - 2015 - Fallida por terremoto
4. K2 - 2016 - Fallida por alúd en C3 que barrió el material y las tiendas porteadas
5. Makalu - 2017 - Éxito en hollar el Makalu Norte a 8445m
6. Cho Oyu - 2018 - Éxito en hollar la cima del Cho Oyu
7. Manaslu - 2019 - Éxito en hollar la cima del Manaslu
8. Lhotse - 2022 - Éxito en hollar la cima del Lhotse
9. Kanchenjunga - 2023 - Fallida por error en la ruta escogida
10. Annapurna - 2024 - Éxito en hollar la cima del Annapurna